# Пічугін Сергій В'ячеславович
Сергій В'ячеславович Пічугін (нар. 13 березня 1961 р.) — український яхтсмен Олімпійських ігор, який представляв Єдину команду на Літніх Олімпійських іграх 1992 року та Україну на Літніх Олімпійських іграх 1996 та 2000 років.